# Crotalaria streptorrhyncha
Crotalaria streptorrhyncha là một loài thực vật có hoa trong họ Đậu. Loài này được Milne-Redh. miêu tả khoa học đầu tiên.